# Maja Miljković
Maja Miljković (serb. Маја Миљковић; ur. 11 kwietnia 1988 w Leskovacu) – serbska koszykarka występująca na pozycji rozgrywającej, reprezentantka kraju.

## Osiągnięcia
Stan na 17 kwietnia 2024, na podstawie, o ile nie zaznaczono inaczej.

### Drużynowe
- Mistrzyni:
  - Francji (2011)[4]
  - Belgii (2017)[5]
- Wicemistrzyni:
  - Rumunii (2013)[6]
  - Węgier (2010)
  - Belgii (2016)[7]
- Zdobywczyni pucharu:
  - Belgii (2016, 2017)[7][5]
  - Rumunii (2013, 2022)
  - Galicji (2008, 2009)
- Finalistka Pucharu Węgier (2010)
- Uczestniczka międzynarodowych rozgrywek:
  - Euroligi (2009–2013)
  - Eurocup (2014–2018)

### Indywidualne
(* – nagrody przyznane przez portal eurobasket.com)
- Zaliczona do składu honorble mention ligi*:
  - rosyjskiej (2015)[8]
  - rumuńskiej (2020)[9]
  - belgijskiej (2016)[7]

### Reprezentacja
Seniorska
- Brązowa medalistka mistrzostw Europy (2019)
- Uczestniczka:
  - mistrzostw Europy (2007 – 11. miejsce, 2009 – 13. miejsce, 2019)
  - kwalifikacji:
    - olimpijskich (2020)
    - do Eurobasketu (2007, 2009, 2011, 2021)

Młodzieżowe
- Mistrzyni Europy U–18 (2005)
- Wicemistrzyni:
  - świata U–19 (2005)
  - Europy
    - U–18 (2006)
    - U–16 (2004)
- Brązowa medalistka mistrzostw:
  - świata U–19 (2007)
  - Europy U–20 (2008)